# Hippolyte de Baré de Comogne
Hippolyte Guillaume de Baré de Comogne (Namen, 17 mei 1791 - Hoei, 12 november 1859) was een Belgisch senator.

## Biografie

### Familie
Jonkheer Hippolyte de Baré was een telg uit het geslacht de Baré de Comogne en een zoon van meester-leerlooier Lambert de Baré de Comogne (1759-1828) en Marie-Cathérine Bodart (1755-1809). Zijn vader verkreeg in 1816 onder het Verenigd Koninkrijk der Nederlanden adelserkenning en in 1827 een overdraagbare baronstitel en was lid van de Provinciale Staten van Namen.  
Hij trouwde in 1816 in Hoei met Marie-Eugénie de Namur de Fléron (1795-1861). Ze kregen drie zoons en een dochter.
- Lambert de Baré de Comogne (1817-1861), trouwde in 1852 in Destelbergen met Marie de Volder (1831-1906). Ze kregen twee zoons en twee dochters, met afstammelingen tot heden.
- Laure de Baré de Comogne (1819-1859), trouwde in 1848 in Ben-Ahin met graaf Gustave de Borchgrave d'Altena (1819-1870), neef van graaf Paul de Borchgrave d'Altena. Ze kregen een zoon en twee dochters, met afstammelingen tot heden.
- Victor de Baré de Comogne (1820-1873), burgemeester van Saint-Germain, trouwde in 1851 in Yves-Gomezée met Laure de Cartier d'Yves (1826-1902), dochter baron Louis de Cartier d'Yves, senator en burgemeester van Yves-Gomezée. Ze kregen twee zoons en een dochter, waaronder burggraaf Louis de Baré de Comogne, burgemeester van Saint-Germain, provincieraadslid van Namen en volksvertegenwoordiger, met afstammelingen tot heden.
- Edmond de Baré de Comogne (1822-1889), trouwde in 1852 in Destelbergen met Anaïs de Volder (1830-1853). Ze kregen een zoon, maar zonder nakomelingen. Hij hertrouwde in 1859 in Destelbergen met haar nicht Esther Heynderyckx (1838-1876). Ze kregen een zoon en een dochter, met afstammelingen tot heden.

Hij verkreeg in 1848 de titel van burggraaf voor hemzelf en al zijn nakomelingen. 
Hij was een schoonbroer van Édouard de Mercx de Corbais, generaal in Oostenrijkse, Franse, Nederlandse en Belgische dienst.

### Loopbaan
De Baré de Comogne was gemeenteraadslid van Hoei van 1824 tot 1830. Hij werd vervolgens arrondissementscommissaris van het arrondissement Hoei (oktober 1830-oktober 1858).
In 1831 werd hij verkozen tot unionistisch senator voor het arrondissement Hoei. Hij bleef dit mandaat uitoefenen tot in 1848. Na de wet op de onverenigbaarheden verkoos hij het ambt van arrondissementscommissaris liever dan het mandaat van senator verder uit te oefenen.